# Гримоальд Старший
Гримоа́льд Ста́рший (фр. Grimoald; около 615—662) — майордом Австразии (641/642/643—662).

## Биография
Гримоальд был сыном Пипина Ланденского и святой Итты.
После смерти Пипина Ланденского в 640 году должность майордома стала вакантной. На получение этого поста предъявили претензии два знатных австразийца, сын Пипина Гримоальд Старший и Оттон, наставник малолетнего короля Сигиберта III. Заручившись поддержкой многочисленных приверженцев, они в течение нескольких лет боролись друг с другом за обладание должностью майордома. Вероятно, Оттон пользовался поддержкой правителей пограничных земель, таких как Фара из рода Агилольфингов и герцог Тюрингии Радульф, в то время как основным союзником Гримоальда был епископ Кёльна Куниберт. Из житийной литературы известно, что Оттон также поддерживал близкие связи с некоторыми представителями нейстрийской знати, в том числе, с Бургундофарой. Из-за отсутствия достаточного количества документов о истории Франкского государства этого времени, точно неизвестно, занимал ли Оттон должность майордома официально или был лишь претендентом на этот пост. В хронике Фредегара он упоминается только как baiolos и описывается как человек, который «надулся гордостью, завидовал Гримоальду и пытался свергнуть его». Однако многие современные историки считают Оттона полноправным обладателем должности майордома Австразии. Конфликт между двумя знатными австразийцами разрешился только со смертью Оттона, погибшего от руки герцога Алеманнии Леутари II. По свидетельству Фредегара, убийство было организовано Гримоальдом. По разным сведениям, это событие произошло в 641, 642 или 643 году. После устранения своего соперника Гримоальд Старший беспрепятственно получил пост майордома.
Будучи майордомом у австразийского короля Сигиберта III, Гримоальд убедил последнего усыновить своего сына Хильдеберта и после смерти короля в 656 году посадил того на престол Австразии. Однако это вызвало открытое недовольство австразийской знати во главе которой стоял Вульфоальд, который выдал нейстрийцам сначала Гримоальда, а затем и Хильдеберта, и те казнили обоих.